# Rio Benea din Gruiu
O Rio Benea din Gruiu é um rio da Romênia afluente do Rio Latoriţa, localizado no distrito de Vâlcea.